# Trilogía de los Pizarros
La Trilogía de los Pizarro son tres comedias históricas de Tirso de Molina (seudónimo del fraile mercedario Gabriel Téllez), dedicadas a dramatizar hechos vinculados con las vidas de los hermanos Pizarro, quienes participaron activamente en la conquista del Perú: en Todo es dar en una cosa, el protagonista es Francisco Pizarro; en Amazonas en las Indias, Gonzalo Pizarro; y en La lealtad contra la envidia, Hernando Pizarro.
Esta trilogía fue compuesta durante la última fase de la producción dramática de su autor (1626-1631), parte de la cual (1626-1629) vivió en Trujillo. Ahí habría tenido contacto directo con miembros de la familia Pizarro, quienes se habían destacado por su protección hacia la Orden de la Merced: los hermanos Pizarro habían favorecido su expansión en el Perú y en 1595 Francisca Pizarro fundó el convento de Trujillo, el cual Tirso rigió durante los años que estuvo en dicha ciudad. Por ello, la crítica considera que estas comedias fueron resultado de un encargo; es decir, el mercedario puso su pluma al servicio de esta familia extremeña. Junto con la glorificación de las hazañas de los hermanos Pizarro, buscaba colaborar con los pleitos legales que Juan Fernando Pizarro (nieto de Hernando y de su sobrina Francisca Pizarro) y su primo Fernando Pizarro y Orellana libraban en la corte con el fin de recuperar el título de marqués que Francisco Pizarro había recibido de Carlos V. Este había sido suspendido a la familia durante dos generaciones debido a la rebelión de Gonzalo y, gracias a la campaña organizada, fue recuperado a finales de 1630.